# Yxsjöns naturreservat
Yxsjöns naturreservat är ett naturreservat beläget i Härryda kommun i Västergötland.
Området är mycket kuperat och genomkorsas av flera fuktstråk och våtmarker.
I naturreservatet återfinns flera fågelarter upptagna i  fågeldirektivet, till exempel tjäder och storlom.
Naturreservatet bildades 2014 och är ca 154 hektar stort. Naturvårdsförvaltare är Länsstyrelsen i Västra Götalands län.